# Bouzegza Keddara
Bouzegza Keddara là một đô thị thuộc tỉnh Boumerdès, Algérie. Dân số thời điểm năm 2002 là 8.484 người.